# Valentino Braitenberg
Valentino Braitenberg (Bolzano, 18 de junho de 1926 — Tübingen, 9 de setembro de 2011) foi um neurocientista e ciberneticista italiano.
Foi diretor do Instituto Max Planck de Cibernética Biológica em Tübingen.
É conhecido por seu livro Vehicles: Experiments in Synthetic Psychology.